# Réflecteur de radiateur
Pour les articles homonymes, voir Réflecteur.

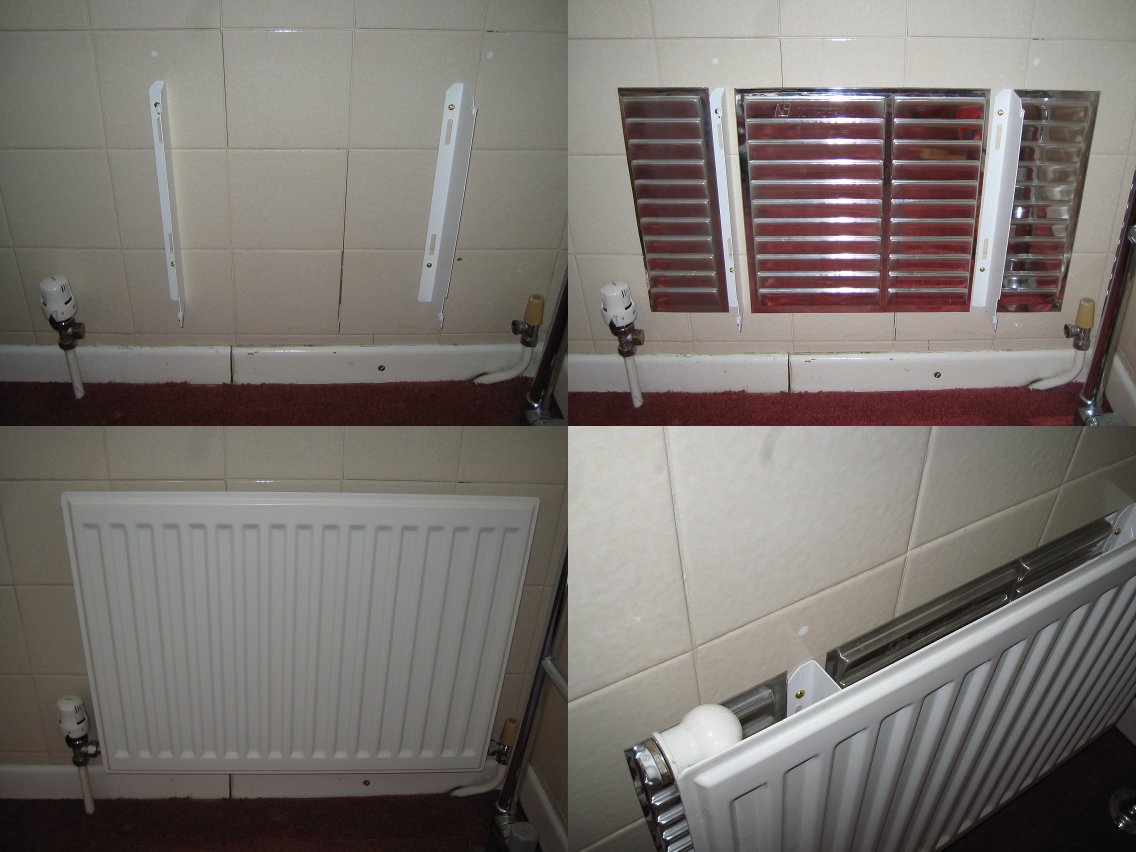
Réflecteur de radiateur.

Un réflecteur de radiateur est une fine feuille ou une feuille appliquée sur le mur derrière un radiateur de chauffage domestique et à faible distance de celui-ci. L'intention est de réduire les pertes de chaleur dans le mur en réfléchissant la chaleur rayonnante loin du mur. Il s'agit d'une forme de barrière radiante et vise à réduire les pertes d'énergie et donc à diminuer les dépenses d'énergie.

## Efficacité
Des études basées à la fois sur la modélisation et sur des expériences ont démontré des améliorations modestes des pertes d'énergie à travers les murs des maisons grâce à cette méthode. Une étude a montré qu'une feuille d'aluminium ordinaire n'était que "marginalement" moins efficace qu'une feuille de forme exclusive qui prétendait éviter la stratification de la température. L'étude rapporte que « des réductions de la consommation d'énergie globale de la salle [d'essai] allant jusqu'à 6 % ont été enregistrées en installant une feuille d'aluminium ordinaire derrière un radiateur, tandis que la perte de chaleur à travers la zone du mur immédiatement derrière le radiateur est tombée à moins de 30% de la valeur d'origine". Dans sa salle d'essai de 3 m au cube avec un radiateur de 1 x 0,5 m et des murs d'une valeur U moyenne de 0,44 W/m 2 K, il a constaté que pour une température de radiateur de 43 °C, le flux de chaleur à travers le mur derrière le radiateur était réduit de 7,1 à 3,1 W/m 2 . Notez que la perte de chaleur moyenne dans la pièce n'a pas été réduite d'un pourcentage aussi important car seule une partie de la surface de la pièce était couverte par des radiateurs. Il conclut que "dans la salle de test utilisée, qui a la taille d'une petite chambre ou d'un salon, l'énergie totale économisée au cours d'une année typique dans le climat britannique serait de l'ordre de 60 kWh ».
Une autre étude soutient ces conclusions et note que leurs « résultats montrent comment les performances du panneau réfléchissant dépendent strictement du niveau d'isolation du mur extérieur faisant face au radiateur ; plus précisément, l'efficacité augmente lorsque la résistance thermique diminue, atteignant des économies d'énergie allant jusqu'à 8,8 % dans les pires conditions d'isolation. »
Bien que les feuilles soient appelées "réflecteurs", elles n'ont pas beaucoup d'effet sur la chaleur rayonnée ou sa réflexion. Comme les radiateurs fonctionnent à une température relativement basse, la loi de Stefan-Boltzmann  signifie qu'ils sont de faibles radiateurs de chaleur. La plupart de la chaleur d'un radiateur domestique est sous forme de courants de convection d'air chauffé. Lorsqu'une feuille réfléchissante a également une certaine capacité d'isolation contre la conduction (c'est-à-dire les pertes à travers le mur), elle peut avoir un effet utile. Ceci est plus prononcé lorsque le mur lui-même a une mauvaise performance d'isolation : dans un mur construit selon les normes modernes d'isolation, même cet effet peut être réduit à un avantage négligeable[réf. nécessaire].
L'effet de placer une isolation et une réflexion combinées de 10 mm derrière les radiateurs est à peu près le même que celui d'une isolation de 15 mm sans couche réfléchissante. Lorsque l'épaisseur de la paroi derrière le radiateur est au minimum conforme aux normes allemandes de 1980, cela réduira les pertes de chaleur totales d'un bâtiment d'environ 4 %. Pour un bâtiment bien isolé (selon les normes des années 1980), les pertes de chaleur peuvent être réduites d'environ 1,6 %.

## Sources et références
1. ↑  The Stefan–Boltzmann law states that the effectiveness of a thermal radiator is proportional to the fourth power of its absolute temperature. A hot-water radiator at 77 degrés Celsius (350,15 K) has only 1/4 the radiated power of a stove at 220 degrés Celsius (493,15 K), or 1/16 that of a radiant element at 427 degrés Celsius (700,15 K)
2. ↑  N. König: "Der Einfluß von wäremreflektierenden Folien in Heizkörpernischen auf den Heizenergieverbrauch eines Hauses" https://www.ibp.fraunhofer.de/content/dam/ibp/de/documents/Publikationen/IBP-Mitteilungen-optimiert/058.pdf

1. ↑  Harris, « Use of metallic foils as radiation barriers to reduce heat losses from buildings », Applied Energy, vol. 52, no 4,‎ 1er janvier 1995, p. 331–339 (ISSN 0306-2619, DOI 10.1016/0306-2619(95)00018-6)
2. ↑  Giorgio Baldinelli et Francesco Asdrubali, 2008 Second International Conference on Thermal Issues in Emerging Technologies, 27 février 2017, 449–454 p. (ISBN 978-1-4244-3576-0, DOI 10.1109/THETA.2008.5167195), « Reflecting panels for radiators in residential buildings: Theoretical analysis of energy performance »